# 姥山岛
姥山岛位于中国安徽省中部的巢湖湖心，是湖中最大的岛，隶属于合肥市巢湖市中庙街道办事处，面积0.86平方千米，海拔115米。

## 历史
姥山岛是二亿多年前火山爆发形成的湖心岛，有三山九峰，林木葱郁，四季常青。山巅的文峰塔始建于明崇祯四年（1631年），由当时庐州知府严尔圭主建，清光绪四年（1878年）李鸿章续建完工。塔身由条石垒成，七层八角，共135级，高51米，塔内有砖雕佛像802尊，石匾25幅。山腰建有圣妃庙，始建于晋朝。姥山岛南麓还有一天然避风港，旧称“南塘”，是元末朱元璋部将俞通海、廖永安等修建的。

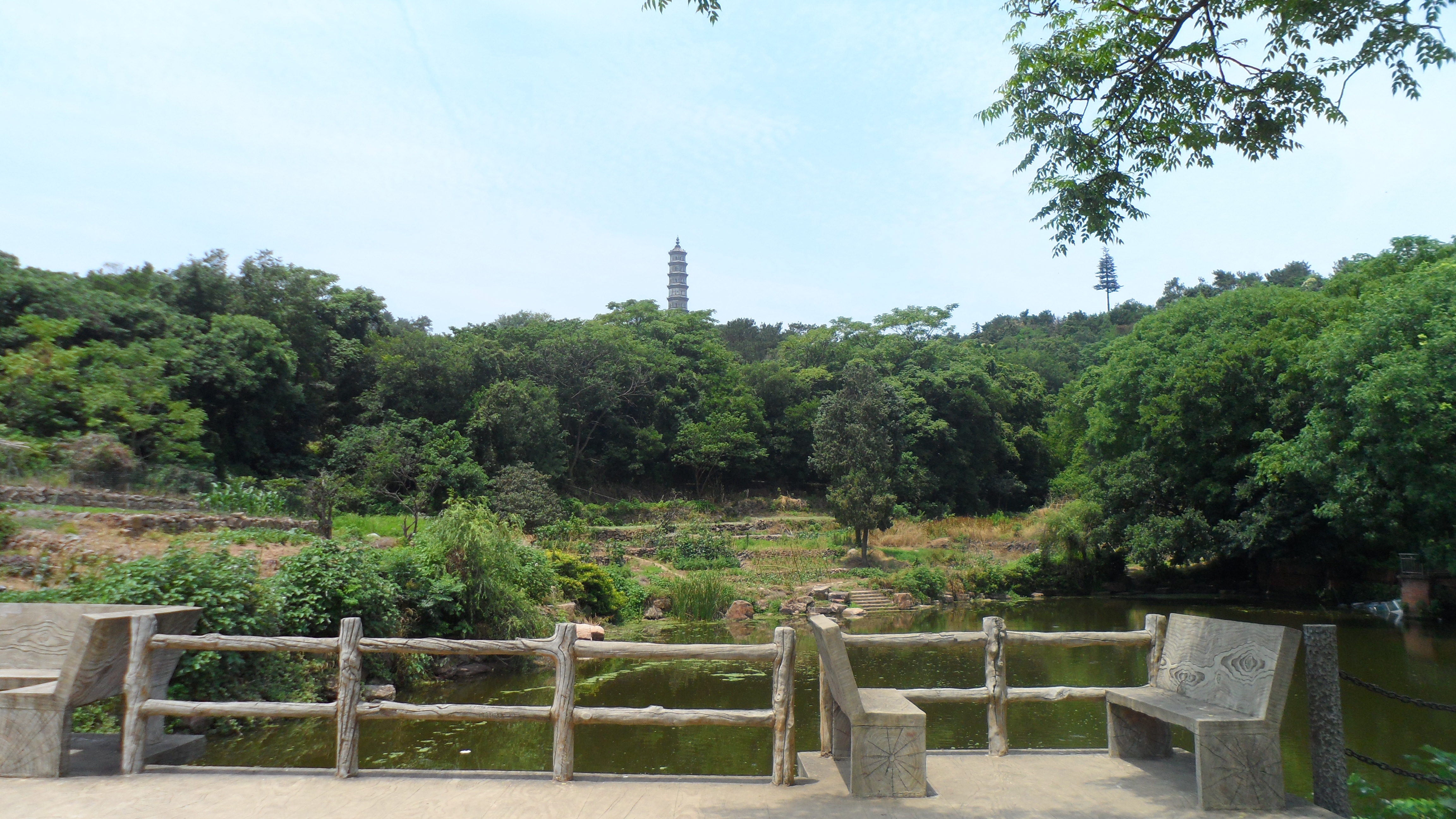
姥山岛文峰塔

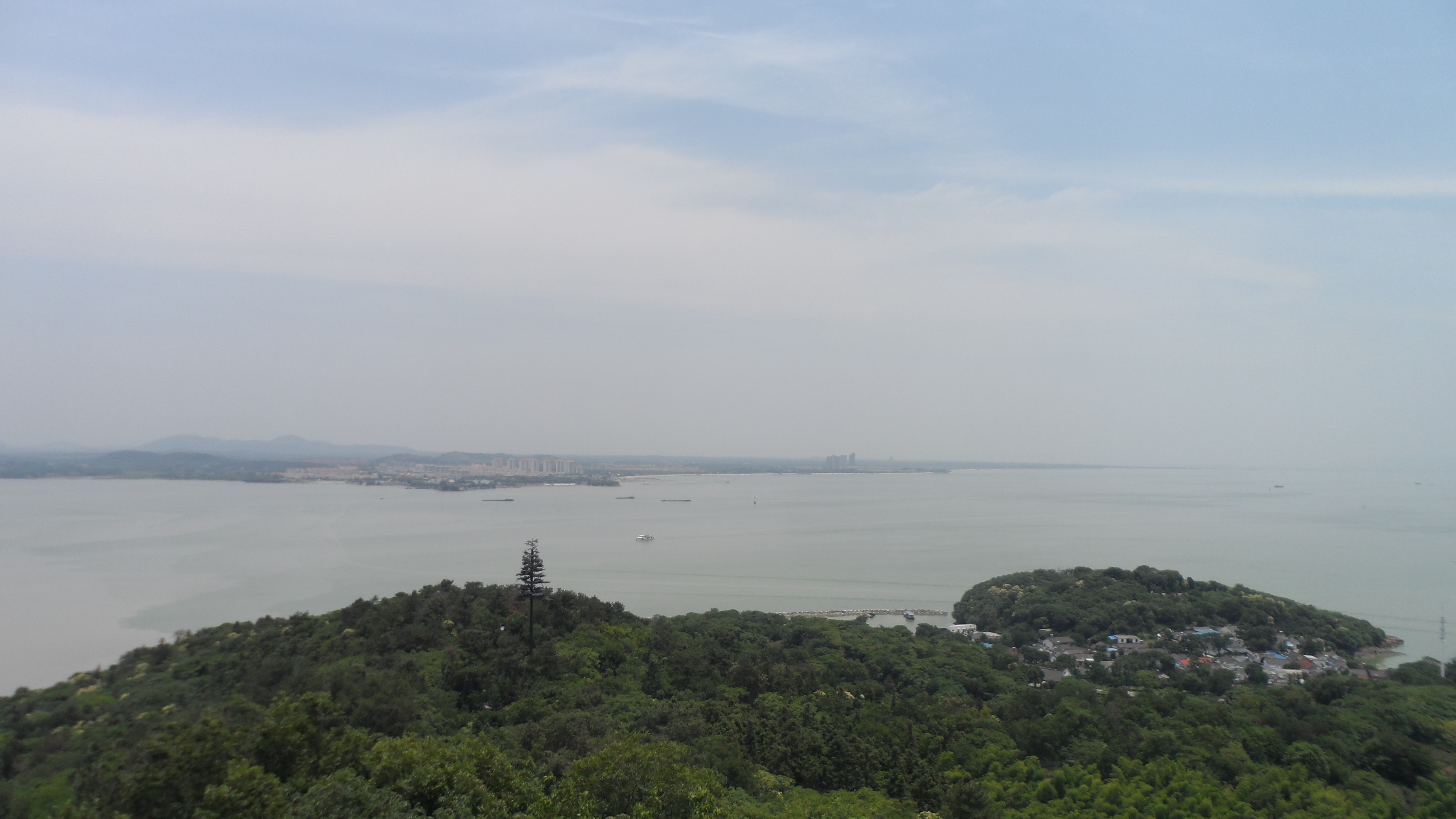
文峰塔上看巢湖